# Soggetti smarriti (singolo Piero Pelù)
Soggetti smarriti è un brano di Piero Pelù, terzo ed ultimo singolo estratto, nel gennaio 2005, dall'omonimo album.

## Tracce
1. Soggetti smarriti